# Ronnie Goldstein-van Cleef
Rozette (Ronnie) Goldstein-van Cleef (Amersfoort, 28 juni 1921 – Amsterdam, 29 januari 2008) was een Joods-Nederlandse verzetsstrijdster en overlevende van het concentratiekamp Auschwitz.

## Levensloop
In samenwerking met schrijfster Saar Roelofs werd in 2005 het boek 'Nog altijd' uitgegeven, waarin het persoonlijke levensverhaal van Goldstein-van Cleef wordt verteld. Ronnie van Cleef, dochter van een geslaagde Joodse zakenman uit Amersfoort die door zijn zakenreizen in Duitsland begreep welk lot de nazi's voor de joden in petto hadden, ging na de Duitse inval begin 1941 verzetswerk doen en werd in 1942 lid van een Haagse verzetsgroep die Joden helpt onderduiken. Door verraad werd ze in mei 1944 gearresteerd, naar doorgangskamp Westerbork gebracht en met het laatste transport vandaar op 3 september 1944 naar concentratiekamp Auschwitz gestuurd. Ze overleefde door haar vechtlust en de solidariteit van de Nederlandse vrouwen, maar de gruwelijke ervaringen zouden haar verdere leven bepalen. Door dichten en schilderen slaagde ze er beter in de herinneringen te hanteren.
Ook is Goldstein-van Cleef bekend geworden als een van de vrouwen die Anne Frank en haar zus Margot hebben gekend tijdens de laatste maanden van hun leven. Goldstein-van Cleef heeft de zusjes en hun ouders leren kennen in Westerbork, en vergezelde de familie, samen met circa duizend anderen, tijdens het laatste transport vanuit Westerbork naar Auschwitz.
Tijdens een noodgedwongen verblijf in de schurftbarak in Auschwitz-Birkenau stuitte Goldstein-van Cleef wederom op de zusjes Frank, die er dan al slecht aan toe waren. Edith Frank zorgde samen met de moeder van Frieda Menco-Brommet, die net als Goldstein-van Cleef in de schurftbarak was opgenomen, voor extra voedsel. Dat was mogelijk doordat in de nadagen van de oorlog de SS-kampleiding de nodige steken liet vallen, waardoor beide moeders in het kamp konden onderduiken.
Op 10 november 1995 vertelde Ro Goldstein-van Cleef haar levensverhaal aan het USC Shoah Foundation Institute, opgericht in 1994 door Steven Spielberg. Haar verhaal is opgenomen in de Collectie 2000 Getuigen Vertellen van het Joods Historisch Museum.
Ronnie Goldstein-van Cleef was draagster van het Verzetsherdenkingskruis. Ze overleed op 29 januari 2008 in Amsterdam en is begraven op Gan Hasjalom te Hoofddorp.